# Vînohradivka, Liubar
Vînohradivka (în ucraineană Виноградівка) este un sat în comuna Melenți din raionul Liubar, regiunea Jîtomîr, Ucraina.

## Demografie
Componența lingvistică a localității Vînohradivka
     Ucraineană (98,15%)
     Rusă (1,85%)
Conform recensământului din 2001, majoritatea populației localității Vînohradivka era vorbitoare de ucraineană (98,15%), existând în minoritate și vorbitori de rusă (1,85%).